# Pán Péter legújabb kalandjai
A Pán Péter legújabb kalandjai (eredeti cím: Les nouvelles aventures de Peter Pan vagy The New Adventures of Peter Pan) francia–német–indiai televíziós 3D-s számítógépes animációs sorozat, amely a Pán Péter és a Pán Péter – Visszatérés Sohaországba című animációs mozifilm alapján készült. Franciaországban 2012. június 10-étől a France 3 vetítette, Magyarországon 2014. április 12-étől a Minimax sugározta.

## Szereplők
| Szereplő   | Eredeti hang      | Magyar hang   | Leírás |
| ---------- | ----------------- | ------------- | ------ |
| Pán Péter  | Mehani Taric      | Bogdán Gergő  |        |
| Wendy      | Lisa Caruso       | Hermann Lilla |        |
| Michael    | Genevieve Doang   | ?             |        |
| Mr. Mouche | Jean-Claude Donda | ?             |        |
| Clochette  | Céline Melloul    | ?             |        |

## Epizódok

### 1. évad
1. Kalóz nagytakarítás (Squeaky Clean)
2. Pán Péter szülinapja (Peter's Birthday)
3. Rossz álom (Michael's Nightmare)
4. Durcafalva (Sulk City)
5. Örök gyerek (Lost Hook)
6. Nyakigláb John titka (The Secret of Lang John Pepper)
7. Egységben az erő (Girl Power)
8. A varázstoll (By the Brook)
9. A molyveszély (A Big Danger)
10. A titkos kert (The Scret Garden)
11. Kincsvadászat (The Treasure Hunt)
12. A bajkeverő (Manipulations)
13. El Hookito (El Hookito)
14. Válassz, Pán Péter! (Peter's Choice)
15. A choombák temploma (The Temple of the Choombas)
16. Az árnyéktolvaj (The Shadow Thief)
17. Gyökerek (Origins)
18. Danny Ploof (Danny Ploof)
19. Egyedül (Alone)
20. Vad melódiák (The Wild Melodies)
21. Kalandfilm (The Never Movie)
22. A soha véget nem érő (Neverending Neverland)
23. Karácsonyi különkiadás (1. rész) – Karácsony Sohaországban (Christmas in Neverland)
24. Karácsonyi különkiadás (2. rész) – Hogyan lopta el Hook a karácsonyt? (How Hook Stole Christmas)
25. Otthon, édes otthon! (London Calling)
26. Globális felmelegedés (Global Warming)